# Mohammed Hassan
Mohammed Hassan Moussa (in arabo محمد حسن موسى‎?; Porto Said, 5 febbraio 1905 – Porto Said, 16 febbraio 1973) è stato un calciatore egiziano, di ruolo attaccante.

## Carriera
Prese parte con la Nazionale egiziana ai Mondiali del 1934.